# Șuchea
Șuchea – wieś w Rumunii, w okręgu Buzău, w gminie Cănești. W 2011 roku liczyła 253 mieszkańców.